# La Torreta (Alicante)
La Torreta es un barrio de la ciudad española de Alicante.
Esta zona del municipio solicitó en el año 2017 convertirse en un nuevo barrio de la ciudad, cambiando la denominación de PAU-2 que tenía. En ese mismo año, se celebró una consulta popular para elegir el nombre del barrio. Finalmente, la Junta de Gobierno del Ayuntamiento, en sesión celebrada el 1 de febrero de 2022, aprobó la petición presentada por los vecinos.

## Localización
La Torreta limita al noreste con el barrio de San Agustín, al este y oeste con Polígono San Blas y al sur con el barrio de Juan Pablo II.
Asimismo, está delimitado exteriormente, desde el norte y en el sentido horario, por las avenidas y calles siguientes: Judoka José Alberto Valverde, Deportista Pitu Perramón, Doctor Jiménez Díaz, Isla de Corfú, Fiestas Populares y Tradicionales y Jaime I.

## Antecedentes
El barrio de La Torreta nació como un PAU de los que se proyectaron al norte de la Gran Vía, en la expansión del barrio Polígono San Blas. Su plaza principal lleva el nombre de La Paz y varias de sus calles tienen nombres de ciudades del mundo hermanadas con Alicante.
La elección del nombre de este barrio está basada, según un informe toponímico elaborado al efecto, en hallarse por esa zona hace algunos años una partida de igual denominación y, también, por la existencia de una finca que se extendía por ese lugar y era conocida como La Torreta.

## Población
Según el padrón municipal de habitantes de Alicante, la población del barrio en el año 2023 es de 5000 habitantes (2551 mujeres y 2449 hombres).